# Oeiras indoor II 2024
L'Oeiras indoor II 2024 è stato un torneo maschile tennis professionistico. È stata la 4ª edizione del torneo, facente parte della categoria Challenger 75 nell'ambito dell'ATP Challenger Tour 2024, con un montepremi di 74 825 €. Si è giocato dall'8 al 14 gennaio 2024 sui campi in cemento indoor del Complexo de Ténis do Jamor di Oeiras, in Portogallo.

## Partecipanti

### Teste di serie
| Nazionalità | Giocatore            | Ranking* | Testa di serie |
| ----------- | -------------------- | -------- | -------------- |
| Spagna      | Alejandro Moro Cañas | 243      | 1              |
| Portogallo  | Henrique Rocha       | 246      | 2              |
| Portogallo  | João Sousa           | 249      | 3              |
| Germania    | Oscar Otte           | 252      | 4              |
| Turchia     | Cem İlkel            | 255      | 5              |
| Stati Uniti | Martin Damm Jr.      | 257      | 6              |
| Francia     | Maxime Janvier       | 258      | 7              |
| Svizzera    | Leandro Riedi        | 261      | 8              |

* Ranking al 1º gennaio 2024.

### Altri partecipanti
I seguenti giocatori hanno ricevuto una wild card per il tabellone principale:
- João Domingues
- Jaime Faria
- Tiago Pereira

I seguenti giocatori sono entrati in tabellone con il ranking protetto:
- Nicolás Álvarez Varona
- Paul Jubb

I seguenti giocatori sono entrati in tabellone come special exempt:
- Gastão Elias
- Maks Kaśnikowski

I seguenti giocatori sono passati dalle qualificazioni:
- Marius Copil
- Michael Vrbenský
- Samuel Vincent Ruggeri
- Aidan McHugh
- Sebastian Fanselow
- Elmer Møller

Il seguente giocatore è entrato in tabellone come lucky loser:
- Dan Added

## Punti e montepremi
| Torneo    | Torneo              | V     | F     | SF    | QF    | 2T    | 1T  | Q | Q2  | Q1  |
| Singolare | Punti               | 75    | 44    | 22    | 12    | 6     | 0   | 4 | 2   | 0   |
| Singolare | Premi in denaro ($) | 9 880 | 5 820 | 3 450 | 2 000 | 1 165 | 720 | – | 360 | 185 |
| Doppio    | Punti               | 75    | 44    | 22    | 12    | –     | 0   | – | –   | –   |
| Doppio    | Premi in denaro ($) | 4 250 | 2 450 | 1 480 | 880   | –     | 500 | – | –   | –   |

## Campioni

### Singolare
Leandro Riedi ha sconfitto in finale  Martin Damm Jr. con il punteggio di 7–6(6), 6–2.

### Doppio
Karol Drzewiecki /  Piotr Matuszewski hanno sconfitto in finale  Arjun Kadhe /  Marcus Willis con il punteggio di 6–3, 6–4.